# نيو أورلينز

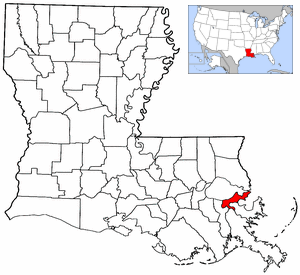
موقع مدينة أرليانش الجديدة الأمريكية

نيو أورلينز (بالإنجليزية: New Orleans)، المعروفة اختصارًا بـ"NOLA" وبلقب "ذا بيغ إيزي"، هي مدينة-مقاطعة موحدة تقع على نهر المسيسيبي في ولاية لويزيانا الأمريكية. بلغ عدد سكانها 383,997 نسمة وفقًا لتعداد عام 2020، ما يجعلها أكبر مدن الولاية والمنطقة التي كانت تُعرف بلويزيانا الفرنسية، وثاني أكبر مدينة في الجنوب العميق، وواحدة من أكبر مدن الجنوب الشرقي الأمريكي من حيث عدد السكان. تتطابق المدينة جغرافيًا مع مقاطعة أورلينز، وتُعد ميناءً محوريًا ومركزًا تجاريًا لمنطقة خليج المكسيك. وتشكّل مركز منطقة نيو أورلينز الحضرية، التي بلغ عدد سكانها 1.27 مليون نسمة عام 2020، لتكون بذلك الأكبر في الولاية والمرتبة 46 بين المناطق الحضرية في البلاد.
تشتهر نيو أورلينز عالميًا بموسيقاها الفريدة، ولا سيما الجاز، ومأكولاتها الكريولية، ولهجاتها المحلية، ومهرجاناتها السنوية، وأبرزها مهرجان ماردي غرا. ويُعد الحي الفرنسي مركز المدينة التاريخي، ويتميّز بعمارة الكريول الفرنسية والإسبانية، فضلاً عن الحياة الليلية الصاخبة في شارع بوربون. وغالبًا ما توصف نيو أورلينز بأنها المدينة "الأكثر تميزًا" في الولايات المتحدة بفضل تراثها المتعدد الثقافات واللغات. كما تُعرف أيضًا بـ"هوليوود الجنوب" نظراً لدورها المتزايد في إنتاج الأفلام والثقافة الشعبية.
تأسست المدينة عام 1718 على يد المستعمرين الفرنسيين، وكانت عاصمة إقليم لويزيانا الفرنسي قبل أن تنتقل إلى السيادة الأمريكية من خلال صفقة لويزيانا عام 1803. في أربعينيات القرن التاسع عشر، كانت نيو أورلينز ثالث أكبر مدينة في البلاد، وظلت الأكبر في الجنوب الأمريكي من الحقبة السابقة للحرب الأهلية وحتى ما بعد الحرب العالمية الثانية. لطالما واجهت المدينة تحديات بيئية بسبب موقعها المنخفض، وغزارة الأمطار، ورداءة التصريف الطبيعي، وقربها من المياه، ما استدعى إنشاء أنظمة معقدة من السدود ومضخات التصريف لحمايتها من الفيضانات.
في أغسطس 2005، تعرضت المدينة لدمار واسع نتيجة إعصار كاترينا، الذي أدى إلى غمر أكثر من 80% من مساحتها، ومقتل ما يزيد عن 1800 شخص، وتشريد عشرات الآلاف من السكان، وانخفاض عدد السكان إلى أقل من النصف. ومنذ ذلك الحين، شهدت المدينة جهودًا كبيرة لإعادة البناء، أسهمت في تعافي جزئي، لكنها أثارت أيضًا مخاوف بشأن التهجير المجتمعي وارتفاع تملك العقارات من قبل السكان الجدد في أحياء كانت مترابطة اجتماعيًا. ولا تزال نيو أورلينز تُعاني من معدلات مرتفعة للجريمة العنيفة؛ ففي عام 2022، سُجلت فيها 280 جريمة قتل، لتصبح المدينة الأعلى في معدل جرائم القتل للفرد على مستوى الولايات المتحدة.

## المناخ
يظهر الجدول التالي التغييرات المناخية على مدار السنة لنيو أورلينز:
| البيانات المناخية لـنيو أورلينز                    | البيانات المناخية لـنيو أورلينز | البيانات المناخية لـنيو أورلينز | البيانات المناخية لـنيو أورلينز | البيانات المناخية لـنيو أورلينز | البيانات المناخية لـنيو أورلينز | البيانات المناخية لـنيو أورلينز | البيانات المناخية لـنيو أورلينز | البيانات المناخية لـنيو أورلينز | البيانات المناخية لـنيو أورلينز | البيانات المناخية لـنيو أورلينز | البيانات المناخية لـنيو أورلينز | البيانات المناخية لـنيو أورلينز | البيانات المناخية لـنيو أورلينز |
| الشهر                                              | يناير                           | فبراير                          | مارس                            | أبريل                           | مايو                            | يونيو                           | يوليو                           | أغسطس                           | سبتمبر                          | أكتوبر                          | نوفمبر                          | ديسمبر                          | المعدل السنوي                   |
| -------------------------------------------------- | ------------------------------- | ------------------------------- | ------------------------------- | ------------------------------- | ------------------------------- | ------------------------------- | ------------------------------- | ------------------------------- | ------------------------------- | ------------------------------- | ------------------------------- | ------------------------------- | ------------------------------- |
| الدرجة القصوى °ف (°م)                              | 83 (28)                         | 85 (29)                         | 89 (32)                         | 92 (33)                         | 96 (36)                         | 101 (38)                        | 101 (38)                        | 102 (39)                        | 101 (38)                        | 95 (35)                         | 87 (31)                         | 84 (29)                         | 102 (39)                        |
| الحد الأقصى المتوسط °ف (°م)                        | 77.2 (25.1)                     | 78.9 (26.1)                     | 82.3 (27.9)                     | 86.7 (30.4)                     | 91.5 (33.1)                     | 94.5 (34.7)                     | 96.0 (35.6)                     | 96.4 (35.8)                     | 93.5 (34.2)                     | 89.0 (31.7)                     | 83.7 (28.7)                     | 79.7 (26.5)                     | 97.3 (36.3)                     |
| متوسط درجة الحرارة الكبرى °ف (°م)                  | 62.1 (16.7)                     | 65.4 (18.6)                     | 71.8 (22.1)                     | 78.2 (25.7)                     | 85.2 (29.6)                     | 89.5 (31.9)                     | 91.2 (32.9)                     | 91.2 (32.9)                     | 87.5 (30.8)                     | 80.0 (26.7)                     | 71.8 (22.1)                     | 64.4 (18.0)                     | 78.2 (25.7)                     |
| متوسط درجة الحرارة الصغرى °ف (°م)                  | 44.7 (7.1)                      | 48.0 (8.9)                      | 53.5 (11.9)                     | 60.0 (15.6)                     | 68.1 (20.1)                     | 73.5 (23.1)                     | 75.3 (24.1)                     | 75.3 (24.1)                     | 72.0 (22.2)                     | 62.6 (17.0)                     | 53.5 (11.9)                     | 46.9 (8.3)                      | 61.2 (16.2)                     |
| الحد الأدنى المتوسط °ف (°م)                        | 27.6 (−2.4)                     | 31.3 (−0.4)                     | 36.8 (2.7)                      | 44.6 (7.0)                      | 56.0 (13.3)                     | 65.7 (18.7)                     | 69.9 (21.1)                     | 70.0 (21.1)                     | 60.6 (15.9)                     | 45.6 (7.6)                      | 37.6 (3.1)                      | 29.6 (−1.3)                     | 24.6 (−4.1)                     |
| أدنى درجة حرارة °ف (°م)                            | 14 (−10)                        | 16 (−9)                         | 25 (−4)                         | 32 (0)                          | 41 (5)                          | 50 (10)                         | 60 (16)                         | 60 (16)                         | 42 (6)                          | 35 (2)                          | 24 (−4)                         | 11 (−12)                        | 11 (−12)                        |
| الهطول إنش (مم)                                    | 5.15 (131)                      | 5.30 (135)                      | 4.55 (116)                      | 4.61 (117)                      | 4.63 (118)                      | 8.06 (205)                      | 5.93 (151)                      | 5.98 (152)                      | 4.97 (126)                      | 3.54 (90)                       | 4.49 (114)                      | 5.24 (133)                      | 62.45 (1٬586)                   |
| متوسط أيام هطول الأمطار (≥ 0.01 in)                | 9.3                             | 8.8                             | 8.3                             | 6.9                             | 7.7                             | 12.9                            | 13.6                            | 13.1                            | 9.4                             | 7.7                             | 7.9                             | 9.2                             | 114.8                           |
| متوسط الرطوبة النسبية (%)                          | 75.6                            | 73.0                            | 72.9                            | 73.4                            | 74.4                            | 76.4                            | 79.2                            | 79.4                            | 77.8                            | 74.9                            | 77.2                            | 76.9                            | 75.9                            |
| ساعات سطوع الشمس الشهرية                           | 153.0                           | 161.5                           | 219.4                           | 251.9                           | 278.9                           | 274.3                           | 257.1                           | 251.9                           | 228.7                           | 242.6                           | 171.8                           | 157.8                           | 2٬648٫9                         |
| نسبة وصول أشعة الشمس                               | 47                              | 52                              | 59                              | 65                              | 66                              | 65                              | 60                              | 62                              | 62                              | 68                              | 54                              | 50                              | 60                              |
| المصدر: NOAA (relative humidity and sun 1961–1990) |                                 |                                 |                                 |                                 |                                 |                                 |                                 |                                 |                                 |                                 |                                 |                                 |                                 |

## توأمة
لنيو أورلينز اتفاقيات توأمة مع كل من:
- كاراكاس
- ديربان (2003 - )[21]
- إنسبروك (14 يوليو 1995 - )[21]
- ماراكايبو (1998 - )[21]
- ماتسوا (26 مارس 1994 - )[21]
- ماردة (9 يونيو 1990 - )[21]
- بوانت-نوار (1990 - )[21]
- سان ميغيل دي توكومان (1992 - )[21]
- تيغوسيغالبا (1992 - )[21]
- روش هاعين (2012 - )[21]
- جوان لي بان [الإنجليزية]‏ منذ (1994 - )[21]
- جزيرة ليري (إيطاليا)
- بليم
- ريسيستينسيا
- باطوم (3 مايو 2012 - )[21]
- ماردة [الإنجليزية]‏
- كاب هايتيان
- أورليان (5 يناير 2018 - )[22]
- روتردام (2010 - )[21]
- كلايبيدا (2012 - )[21]
- فلورنسا (2006 - )[21]

## أعلام
- لي هارفي أوزوالد
- ريتشارد سيمونز
- ليل وين
- جورج أليك إفنجر
- بول مورفي
- جيفيرسون ديفيس
- لويس أرمسترونغ
- أليكس تشيلتون
- ويليام والتون باترورث
- ترومان كابوتي
- كلير لي شينو